# Vier Jongens en een Jeep
Vier jongens en een Jeep is een Nederlandse film uit 1955 van Ernst Winar in zwart-wit en geluid. De film heeft als internationale titel Four guys and a jeep.

## Verhaal
Oom John uit Canada komt  overgevlogen naar Nederland. Hij heeft in Canada een geheimzinnige schatkaart gevonden, die een plaats in Nederland aanduidt waar mogelijk een schat verborgen ligt. Samen met zijn zoon en twee neven trekt de oom met een gehuurde Jeep het gebied in, zoals het op zijn kaart beschreven staat. Twee bandieten hebben de schatkaart opgemerkt en weten die 's avonds bij een opgeslagen kamp te ontvreemden. Het gezelschap onder leiding van Oom John zet de volgende morgen de achtervolging in, maar de bandieten vinden de schat iets eerder en weten twee van de achtervolgende jongens op te sluiten in een leegstaande molen. De bandieten vluchten daarna naar Zaandam om zichzelf in te schepen. De politie weet hen nog net op tijd in te rekenen.

## Cast
| Acteur           | Personage          |
| ---------------- | ------------------ |
| Karel Gortmaker  |                    |
| Jan Kreuger      |                    |
| Sylvain Poons    | John, Canadese oom |
| Nico van der Put |                    |
| Dick Visser      |                    |
| Ernst Winar      |                    |